# Felix (kattmat)
Felix är ett ursprungligen brittiskt varumärke för kattmat som säljs i flera europeiska länder och Australien. I Norden används namnet Latz istället för Felix.

## Historik
Namnet Felix härstammar från företaget Felix Catfood Ltd i Biggleswade som tillverkade torr kattmat sedan innan andra världskriget. År 1970 köptes företaget av Quaker Oats. Efter uppköpet flyttades produktionen till Quakers existerande fabrik i Southall.
På 1980-talet dominerades kattmatsmarknaden i Storbritannien av Whiskas och Felix hade en svag ställning. År 1989 inledde Quaker en omfattande nylansering med nya ingredienser och en ny förpackning med en svartvit katt som ny maskot. Det backades senare upp med en omfattande och långvarig reklamkampanj byggd kring den nya maskoten. Nylanseringen bidrog till starkt ökad försäljning och år 1994 hade Felix gått om Whiskas.
Quaker sålde sin djurmatsverksamhet, inklusive Felix, till Spillers (en del av Dalgety plc) år 1995. Det företaget övertogs av Nestlé år 1997.
Nestlé fortsatte bygga varumärket kring den lekfulla kattmaskoten. År 2006 gjordes förpackningen om och katten fick ett mindre naturtroget och mer tecknat utseende med ett leende. I januari 2023 släpptes en ny reklamfilm där Robbie Williams medverkade.

## I Norden
I Sverige, Danmark och Norge användes länge namnet Pussi istället för Felix. Produkten marknadsfördes av danska OTA A/S, som var ett dotterbolag till Quaker Oats.
I Finland lanserades produkterna under namnet Latz år 1988. Latz var ursprungligen en tysk hundmatstillverkare som såldes till Ralston Purina. Det företaget hade i sin tur sålt sin europeiska verksamhet till Quaker Oats år 1983.
Användningen av namnet Felix i Norden hindrades av livsmedelsföretaget Felix och dess efterföljare Procordia Food (senare Orkla Foods) som fortsatte använda namnet Felix i Sverige. Användningen av namnet reglerades av ett avtal från år 2001 mellan Procordia och Nestlé som gav Procordia rätt till namnet i Norden medan Nestlé fick använda namnet i resten av Europa. Sommaren 2013 valde Nestlé att säga upp detta avtal och registrera namnet Felix i Sverige och använda det istället för Pussi, vilket ledde en stämning från Procordia. I ett domslut år 2015 förbjöd Stockholms tingsrätt Nestlé att använda namnet. År 2017 dömde även Patent- och marknadsdomstolen till Orklas fördel.
Nestlé valde att istället införa namnet Latz även i Sverige och Danmark, vilket skedde i oktober 2018.